# باچ مور
باچ مور (به انگلیسی: Butch Moore) (زاده ۱۰ ژانویه ۱۹۳۸-درگذشته ۳ آوریل ۲۰۰۱) خواننده ایرلندی بود.
او نماینده ایرلند در یوروویژن ۱۹۶۵ بود.